# Andreas Grube
Andreas Grube (* 30. September 1970 in Erlangen) ist ein deutscher Jurist und seit 2016 Richter am Bundesgerichtshof.

## Leben
Grube schloss seine juristische Ausbildung an der Universität Erlangen-Nürnberg ab und trat 2002 in den höheren Justizdienst des Landes Baden-Württemberg ein. Zunächst war er dabei im Bereich des Oberlandesgerichtsbezirks Stuttgart tätig, unter anderem als Staatsanwalt bei der Staatsanwaltschaft Stuttgart. Nach einer Abordnung an das Justizministerium von Baden-Württemberg, wo er zuletzt als Regierungsdirektor wirkte, gehörte Grube ab Dezember 2010 dem Oberlandesgericht Stuttgart an, am 13. Juli 2012 wurde er zum Richter am Oberlandesgericht befördert.
Im November 2016 wurde Grube Richter am Bundesgerichtshof und dort dem 2. Strafsenat zugeordnet. Er ist Bruder des Dramaturgen, Regisseurs und Intendanten Marcus Grube, Vetter des Politikers Florian Schmidt und Neffe des Gräzisten und Politikers Martin Schmidt und des Journalisten und Historikers Hartmut Schmidt.